# Grant Mitchell
John Grant Mitchell Jr. (* 17. Juni 1874 in Columbus, Ohio; † 1. Mai 1957 in Los Angeles, Kalifornien) war ein US-amerikanischer Schauspieler.

## Leben und Karriere
Grant Mitchell wurde als Sohn des Bürgerkriegsgenerals John G. Mitchell (1838–1894) in wohlhabende und angesehene Verhältnisse geboren. Sein Großonkel war US-Präsident Rutherford B. Hayes. In seiner Schullaufbahn besuchte er das Yale College sowie die Harvard University. Mitchell arbeitete zunächst für einige Jahre als Anwalt, bevor er sein Theaterdebüt mit 27 Jahren gab. Seit 1902 arbeitete Mitchell am Broadway, wo er zu einem populären Darsteller wurde und über viele Jahre Hauptrollen spielte. Bis November 1938 war er am Broadway in insgesamt über 25 Produktionen zu sehen. George M. Cohan schrieb etwa 1927 das Stück The Baby Cyclone eigens als Vehikel für Mitchell, der als einer von Cohans Lieblingsdarstellern galt. Seine ersten Filme waren The Misleading Lady (1916) und Radio Mania (1922); doch erst Anfang der 1930er-Jahre, mit Beginn des Tonfilmes, war der Schauspieler regelmäßig in Filmen zu sehen.
Nach einigen Kleinstrollen wurde der weißhaarige Mitchell zu einem vielbeschäftigten Darsteller in Nebenrollen, insbesondere für Warner Bros. arbeitete er regelmäßig. Mitchell verkörperte meistens seriöse und ernsthafte Figuren wie Geschäftsmänner, Bankiere, Anwälte und Politiker, manchmal aber auch mit einer komischen Note. Mehrfach wurde er auch als Vater der weiblichen Hauptfigur besetzt. Mitchell spielte sehr häufig in B-Filmen, unter anderem auch in Father is a Prince aus dem Jahre 1939, wo er eine seiner wenigen Hauptrollen innehatte. Zu seinen heute noch bekannteren Filmen gehören Max Reinhardts Shakespeare-Verfilmung Ein Sommernachtstraum (1935), wo er die Rolle von Hermias strengem Vater Egeus verkörperte, und Frank Capras Komödienklassiker Arsen und Spitzenhäubchen (1944), in dem Mitchell den konservativen Pfarrer Harper darstellte. In Capras Politiksatire Mr. Smith geht nach Washington (1939) spielte er einen Washingtoner Senator, in John Fords preisgekrönter Literaturverfilmung Früchte des Zorns (1940) war er als gutherziger Leiter eines Auffanglagers für Opfer der Great Depression zu sehen.
1948 beendete Mitchell seine Schauspielkarriere. Er hatte in über 125 Filmen gespielt, selten war eine Rolle ohne Nennung im Abspann dabei. Mitchell war nie verheiratet und hatte keine Kinder, als er 1957 im Alter von 82 Jahren starb.

## Filmografie (Auswahl)
- 1916: The Misleading Lady
- 1922: Radio-Mania
- 1931: The Star Witness
- 1932: Wenn ich eine Million hätte (If I Had A Million)
- 1932: 20.000 Jahre in Sing Sing (20,000 Years in Sing Sing)
- 1932: Big City Blues
- 1932: Rettender Ruin (A Successful Calamity)
- 1932: Three on a Match
- 1933: Central Airport
- 1933: Lilly Turner
- 1933: Rückkehr aus der Fremde (The Stranher’s Return)
- 1933: Kinder auf den Straßen (Wild Boys of the Road)
- 1933: Ich tanze nur für Dich (Dancing Lady)
- 1933: Dinner um acht (Dinner at Eight)
- 1934: We’re Rich Again
- 1934: Harold Lloyd, der Strohmann (The Cat’s Paw)
- 1934: The Case of the Howling Dog
- 1935: Die Goldgräber von 1935 (Gold Diggers of 1935)
- 1935: Männer ohne Namen (Men without Names)
- 1935: Broadway Gondolier
- 1935: Ein Sommernachtstraum (A Midsummer Night’s Dream)
- 1936: The Ex-Mrs. Bradford
- 1936: Wenn der Vater mit dem Sohne (Piccadilly Jim)
- 1937: Das Leben des Emile Zola (The Life of Emile Zola)
- 1937: Der letzte Gangster (The Last Gangster)
- 1937: First Lady
- 1939: 6000 Enemies
- 1939: Mr. Smith geht nach Washington (Mr. Smith Goes to Washington)
- 1939: Dr. Kildare: Das Geheimnis (The Secret of Dr. Kildare)
- 1940: Früchte des Zorns (The Grapes of Wrath)
- 1940: Ein Nachtclub für Sarah Jane (It All Came True)
- 1940: Der große Edison (Edison, the Man)
- 1940: New Moon
- 1941: Mit einem Fuß im Himmel (One Foot to Heaven)
- 1941: Tabakstraße (Tobbaco Road)
- 1941: Mr. X auf Abwegen (Footsteps in the Dark)
- 1941: Vertauschtes Glück (The Great Lie)
- 1941: Eheposse (Skylark)
- 1942: Der Mann, der zum Essen kam (The Man Who Came to Dinner)
- 1942: Die fröhliche Gauner GmbH (Larceny, Inc.)
- 1942: The Gay Sisters
- 1942: Orchestra Wives
- 1942: Meine Schwester Ellen (My Sister Eileen)
- 1943: The Amazing Mrs. Holliday
- 1943: Dixie
- 1944: Arsen und Spitzenhäubchen (Arsenic and Old Lace)
- 1944: Der Morgen gehört uns (And Now Tomorrow)
- 1944: Step Lively
- 1945: Der Wundermann (Wonder Man)
- 1945: Todsünde (Leave Her to Heaven)
- 1945: A Medal for Benny
- 1945: Konflikt (Conflict)
- 1945: Seine Frau ist meine Frau (Guest Wife)
- 1946: Eine Falle für die Braut (Easy to Wed)
- 1947: Blondie’s Holiday
- 1947: Ein Leben wie ein Millionär (It Happened on Fifth Avenue)
- 1947: Blondie’s Anniversary
- 1948: Who Killed Doc Robbin?